# Marpesia petreus
Marpesia petreus (denominada popularmente, em inglês, Red Daggerwing ou Ruddy Daggerwing e, em português, Fogo-de-rabo) é uma espécie de inseto; uma borboleta neotropical da família Nymphalidae que se distribui do sul dos Estados Unidos até a Argentina. Foi classificada por Pieter Cramer no ano de 1776, citando o Suriname como sua localidade-tipo. Difere de outras espécies do seu gênero por apresentar asas mais estreitas, de coloração laranja; sendo fácil de se reconhecer em pouso devido a seus prolongamentos negros, como caudas, no final das asas posteriores, e às três listras negras paralelas, acompanhando as asas anteriores e posteriores do inseto. Adrian Hoskins cita que, quando vista em voo, pode facilmente ser confundida com Dryas iulia que, muitas vezes, ocorre nos mesmos habitats. Vista por baixo, a borboleta apresenta o padrão de coloração típico de folha seca. Sua envergadura varia de 7 a 9.5 centímetros.

## Hábitos
Marpesia petreus é uma espécie bem distribuída, podendo existir em florestas e áreas de vegetação menos densa (como parques de grandes cidades[carece de fontes?]), em altitudes entre zero e 1.500 metros. Machos são vistos individualmente ou em grupos de até meia dúzia de indivíduos, absorvendo umidade mineralizada de leitos de rios secos, bancos de areia ou em trilhas florestais. Como ocorre com outras espécies de Marpesia, tendem a voar de um lugar para outro, abanando as asas e ficando nervosas quando alguém se aproxima; mas, se as temperaturas estão aprazíveis, por vezes, se alimentam e se aquecem com as asas abertas. Fêmeas passam a maior parte de suas vidas no dossel e são pouco avistadas.
Ambos os sexos alimentam-se de néctar de flores de várias espécies (incluindo Lantana).

## Ciclo de vida
As lagartas de M. petreus se alimentam de folhas de espécies vegetais do gênero Anacardium (Anacardiaceae), Ficus - espécies Ficus carica, Ficus citrifolia e Ficus pumila - e Morus (Moraceae) e Xanthoxylum (Rutaceae). Em Ficus, a oviposição foi realizada em brácteas foliares de ramos novos, onde um único ovo é depositado. Quando emergem, as lagartas reúnem partículas de excremento na extremidade da folha, formando um filamento, onde permanecem quando estão repousando. Após a primeira muda (ecdise), a lagarta abandona o filamento e adquire o padrão característico de sua coloração (branca, vermelha, com manchas em negro e azul-esverdeado; apresentando dois filamentos enegrecidos em forma de antenas, na cabeça, e quatro filamentos enfileirados no dorso), utilizando o dorso das folhas. A crisálida, de coloração amarela, se forma sob a folha da planta alimento e o desenvolvimento total, de ovo a adulto, varia de 28 a 37 dias; segundo estudo realizado com a espécie no estado do Rio Grande do Sul.

## Subespécies
Marpesia petreus possui três subespécies:
- Marpesia petreus petreus - Descrita por Cramer em 1776, de exemplar proveniente do Suriname.
- Marpesia petreus rheophila - Descrita por Lamas em 1995, de exemplar proveniente do Peru.
- Marpesia petreus damicorum - Descrita por Brévignon em 2001, de exemplares provenientes do México e Guadalupe.